# کوآد

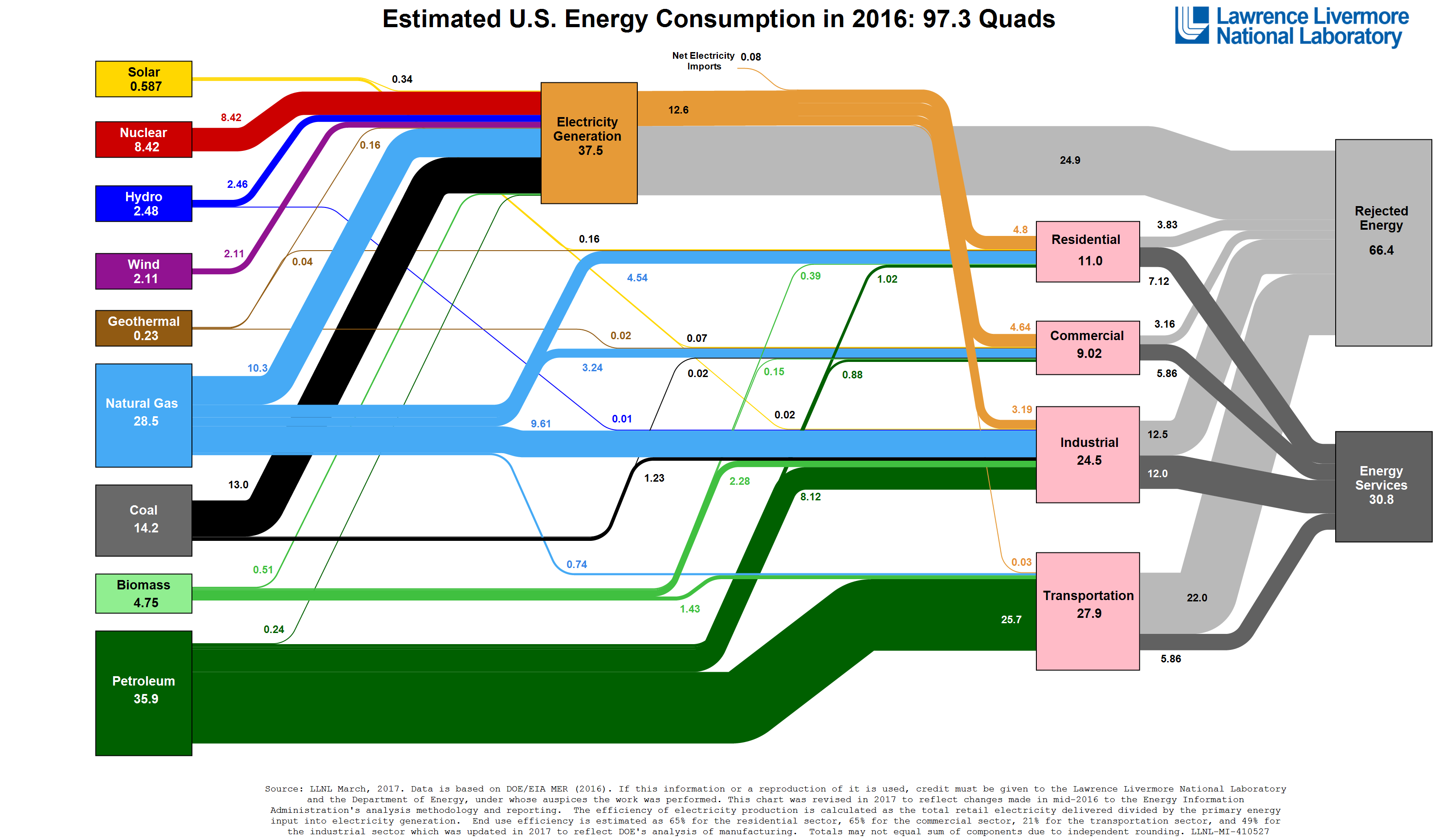
نمایی از طرح‌وارهٔ نمودار سانکی با استفاده از کوآد.

کوآد واحد اندازه‌گیری انرژی و برابر با یک کوآدریلیون یا ده به نمای پانزده است.
کوآد واحدی برای اندازه‌گیری میزان ذخایر ملی و جهانی است. یک کوآد برابر ۲۹۳ میلیارد کیلووات بر ساعت انرژی یا در اندازه‌گیری سوخت برابر با ۱۸۳ میلیون بشکهٔ نفت، ۳۸,۵ میلیون تن زغال‌سنگ یا ۹۸۰ میلیارد فوت مربع گاز طبیعی است.